# Maurice Leroy (peintre)
 (juin 2022).
La mise en forme du texte ne suit pas les recommandations de Wikipédia : il faut le « wikifier ».
Les points d'amélioration suivants sont les cas les plus fréquents :
- Les titres sont pré-formatés par le logiciel. Ils ne sont ni en capitales, ni en gras.
- Le texte ne doit pas être écrit en capitales (les noms de famille non plus), ni en gras, ni en italique, ni en « petit »…
- Le gras n'est utilisé que pour surligner le titre de l'article dans l'introduction, une seule fois.
- L'italique est rarement utilisé : mots en langue étrangère, titres d'œuvres, noms de bateaux, etc.
- Les citations ne sont pas en italique mais en corps de texte normal. Elles sont entourées par des guillemets français : « et ».
- Les listes à puces sont à éviter, des paragraphes rédigés étant largement préférés. Les tableaux sont à réserver à la présentation de données structurées (résultats, etc.).
- Les appels de note de bas de page (petits chiffres en exposant, introduits par l'outil «  Source ») sont à placer entre la fin de phrase et le point final[comme ça].
- Les liens internes (vers d'autres articles de Wikipédia) sont à choisir avec parcimonie. Créez des liens vers des articles approfondissant le sujet. Les termes génériques sans rapport avec le sujet sont à éviter, ainsi que les répétitions de liens vers un même terme.
- Les liens externes sont à placer uniquement dans une section « Liens externes », à la fin de l'article. Ces liens sont à choisir avec parcimonie suivant les règles définies. Si un lien sert de source à l'article, son insertion dans le texte est à faire par les notes de bas de page.
- La présentation des références doit suivre les conventions bibliographiques. Il est recommandé d'utiliser les modèles {{Ouvrage}}, {{Chapitre}}, {{Article}}, {{Lien web}} et/ou {{Bibliographie}}. Le mode d'édition visuel peut mettre en forme automatiquement les références.
- Insérer une infobox (cadre d'informations à droite) n'est pas obligatoire pour parachever la mise en page.

Pour une aide détaillée, merci de consulter Aide:Wikification.
Si vous pensez que ces points ont été résolus, vous pouvez retirer ce bandeau et améliorer la mise en forme d'un autre article.
Pour les articles homonymes, voir Maurice Leroy et Leroy.
Maurice Leroy (1885-1973) est un peintre, illustrateur, décorateur et dessinateur humoriste.

## Biographie
Principalement connu pour ses illustrations, dont pour le magazine Je sais tout, Maurice Leroy a aussi peint, fait des dessins humoristiques et illustré des affiches et des cartes postales.
En 1932 et 1933 il illustrait des articles dans la revue L'Image fondée par Roland Dorgelès.

## Œuvres

### Peintures
- Le Portique, Fontenay-sous-Bois, Aquarelle sur papier, 1949[3],[4]
- Chaise et Fleurs dans un pot, Huile,1959[5]
- Les Quenouilles, Crayon Aquarelle, 1949

### Illustrations
1. Les chansons de Bilitis (ill. Maurice Leroy gravées sur bois par Gilbert Poilliot / Pierre Louÿs) (BNF 43906396)
2. Albert Samain (ill. Maurice Leroy), Le Chariot d'or, Paris, Rombaldi, 1901 (SUDOC 026297124)
3. Georges Payelle, Armand Mollard, Georges Maringer, Edmond Paillot (ill. Maurice Leroy), Les atrocités allemandes en France, Paris, D.A. Longuet, 1915 (BNF 32513076, SUDOC 023753137, lire en ligne)
4. « La malédiction des sirènes » (ill. Maurice LeRoy), Fantasio,‎ 1er mars 1916, p. 708 (lire en ligne)
5. Recueil Image fixe (ill. Maurice Leroy), 1930 (BNF 40422330)
6. René Pujol, « Un beau sujet de film », L'Image, no 1,‎ 1932, p. 28 (lire en ligne)
7. René Pujol, « L'enfant prodige », L'Image, no 4,‎ février 1932, p. 23 (lire en ligne)
8. Georges Barbarin, « La pluie et le beau temps », L'Image, no 5,‎ 24 juin 1932, p. 25 (lire en ligne)
9. René Pujol, « Un beau sujet de film », L'Image, no spécial,‎ 17 mars 1932, p. 28 (lire en ligne)
10. Robert Dieudonné, « Brins de Muget », L'Image, no 7,‎ 1932, p. 28 (lire en ligne)
11. René Pujol, « Parler sa vie », L'Image, no 8,‎ 1932, p. 25, 26, 27 (lire en ligne)
12. Robert Dieudonné, « Le gagnant sûr », L'Image, no 11,‎ 27 mai 1932, p. 27 (lire en ligne)
13. René Pujol, « Présentation », L'Image, no 12,‎ 3 juin 1932, p. 25 (lire en ligne)
14. Georges Barbarin, « Amour à la page », L'Image, no 15,‎ 24 juin 1932, p. 29 (lire en ligne)
15. René Pujol, « Le petits recommandé », L'Image, no 18,‎ 15 juillet 1932, p. 25 (lire en ligne)
16. Robert Dieudonné, « Les belles vacances », L'Image, no 20,‎ 22 juillet 1932, p. 25 (lire en ligne)
17. Henri Falk, « Mémoire », L'Image, no 23,‎ 19 aout 1932, p. 17 (lire en ligne)
18. René Pujol, « Monsieur Cerbère », L'Image, no 30,‎ 7 octobre 1932, p. 3 (lire en ligne)
19. René Pujol, « On va tourner », L'Image, no 35,‎ 11 novembre 1932, p. 17 (lire en ligne)
20. Robert Dieudonné, « La victime », L'Image, no 37,‎ 25 novembre 1932, p. 17 (lire en ligne)
21. Romain Coolus, « Le cigare », L'Image, no 40,‎ 16 décembre 1932, p. 3 (lire en ligne)
22. Georges Barbarin, « Après les fêtes », L'Image, no 44,‎ 13 janvier 1933, p. 3 (lire en ligne)
23. René Pujol, « Version bilingue », L'Image, no 46,‎ 27 janvier 1933, p. 28 (lire en ligne)
24. André Mycho, « Le chemin de Buenos-Ayres », L'Image, no 53,‎ 17 mars 1933, p. 19 (lire en ligne)
25. André Thérive, « Feu Minouchet », L'Image, no 56,‎ 7 avril 1933, p. 19 (lire en ligne)
26. Georges Barbarin, « Petits conseils aux spectateurs de cinéma », L'Image, no 58,‎ 21 avril 1933, p. 3 (lire en ligne)
27. Georges Barbarin, « Cinématophonie », L'Image, no 67,‎ 23 juin 1933, p. 3 et 4 (lire en ligne)
28. Roger Régis, « Baucis et Philémon », L'Image, no 78,‎ 8 septembre 1933, p. 19 (lire en ligne)
29. Georges Barbarin, « Cinéma's », L'Image, no 82,‎ 6 octobre 1933, p. 21 (lire en ligne)
30. Georges-Armand Masson, Henri Duvernois, Maux historiques, 1934, p. 12[6]
31. Recueil de fables choisies pour les petits Texte imprimé (ill. Maurice Leroy et Le Rallic), Liège, Gordinne, 1934 (BNF 40361999)
32. Hans Christian Andersen (ill. Maurice Leroy), Contes d'Andersen, Liège, Gordinne, 1936 (BNF 31718864)
33. Albums illustrés (ill. Maurice Leroy), Liège, Gordinne, 1933-1937 (BNF 40133225)
34. Harriet Beecher Stowe (ill. Maurice Leroy), La case de l'oncle Tom, Chagor, 1938 (BNF 31411654)
35. Voltaire (ill. Maurice Leroy), Candide, ou l'Optimisme, Paris, aux dépens d'un amateur, 1939 (BNF 31604183)
36. Marcel Aymé (ill. Maurice Leroy), Le bœuf clandestin, Paris, La Belle Edition, 1939 (SUDOC 080116108)
37. Les quinze joies du mariage, Maurice Leroy, Compositions originales gravées à l’eau-forte, 1941[7]
38. Albert Samain (ill. Maurice Leroy), Le chariot d'or, Paris, Rombaldi, 1942[8]
39. Charles Perrault, Contes, Bruxelles, Edition de la Nef d'argent, 1943[9]
40. Honoré de Balzac (ill. Maurice Leroy), La Fille aux yeux d'or, Malakoff, La tradition, 1946, 182 p.[10]
41. Honoré de Balzac (ill. Maurice Leroy), La Comédie humaine, Paris, A. Martel, 1946 (réimpr. 1951) (BNF 41621774)
42. Gérard de Nerval (ill. Maurice Leroy, eaux-fortes), Sylvie, Souvenirs du Valois, 1946, Aux Dépens d'un Amateur.
43. La Belle sans chemise ou Eve ressuscitée, historiette illustrée (ill. Maurice Leroy), Liège, P. Durupt, 1947 (BNF 33257644)
44. Charles Baudelaire (ill. ornée de 32 Eaux fortes originales par Maurice Leroy), Les fleurs du mal, Paris, A. Vial, 1947 (SUDOC 07519158X)
45. Honoré de Balzac (ill. Maurice Leroy), La Comédie humaine, Paris, A. Martel, 1951 (SUDOC 069837589)
46. Honoré de Balzac (ill. Maurice Leroy), Contes drolatiques. Premier dixain. Second dixain. Troisième dixain, Paris, A. Martel, 1951[11]
47. Jean de La Fontaine (ill. Maurice Leroy), Contes et nouvelles Texte imprimé, Paris, la Belle édition, 1952 (BNF 32337503)
48. Jean de La Fontaine (ill. Maurice Leroy), Contes et nouvelles de La Fontaine, Paris, La Belle édition, 1953 (BNF 41659003)
49. Jean-Jacques Rousseau (ill. Maurice Leroy), Les Confessions., Paris, Athéna, 1954 (SUDOC 051285738)
50. André Lichtenberger (ill. Maurice Leroy), Mon petit Trott, Paris, Éditions G.P, 1954 (BNF 32384202)
51. Victor Hugo (ill. Maurice Leroy), Toute la lyre, Les Années funestes, Dernière gerbe, Givors, A. Martel, 1955 (BNF 32262831)
52. André Lichtenberger (ill. Maurice Leroy), Mon petit Trott, Paris, Éditions G.P, 1961 (BNF 43453005)
53. André Lichtenberger (ill. Maurice Leroy), Mon petit Trott, Paris, Impr. Lescaret, 1973 (BNF 43422554)

### Dessins humoristiques
- Maurice Leroy, « Le chauffeur obligeant », L'Image, no 13,‎ 10 juin 1932, p. 9 (lire en ligne)
- Maurice Leroy, « Déveine », L'Image, no 50,‎ 25 février 1933, p. 23 (lire en ligne)
- Plusieurs dessins dans la revue La Baïonnette en 1916[12]
- Plusieurs dessins dans la revue Le rire rouge en 1916[12]

### Cartes postales
- « La marraine », sur bibliotheques-specialisees.paris.fr (consulté le 8 juin 2022)
- « Marraines et poilus, série de dix cartes postales », sur bibliotheques-specialisees.paris.fr (consulté le 8 juin 2022)
- « Aux Munitions », sur bibliotheques-specialisees.paris.fr (consulté le 8 juin 2022)

### Affiches
- « Cette année le salon des Humoristes a lieu au Palais de Glace, 26 avril-15 juillet », sur bibliotheques-specialisees.paris.fr (consulté le 8 juin 2022)
- La Guerre et les humoristes. Exposition organisée par les Sociétés des dessinateurs humoristes et des artistes humoristes Galerie La Boétie, 1917[13]